# أبو عبد الله محمد الرابع
أبو عبد الله محمد الرابع (1315 - 1333) هو أبو عبد الله محمد بن إسماعيل الغالب بالله بن فرج بن إسماعيل بن يوسف بن نصر. من بني نصر أو بني الأحمر المنحدرة من قبيلة الخزرج القحطانية، حكم مملكة غرناطة في الأندلس بين عامي (1325 - 1333).
كان الحاكم النصري على إمارة غرناطة العربية في الأندلس من 6 يوليو 1325 حتى 1325. وكان ابن إسماعيل الأول، سلطان غرناطة وسادس حاكم نصري على غرناطة. وقد خلف أباه في الحكم وهو في العاشرة من عمره .
ففي خلاف على فتاة مسيحية من السبايا، قام محمد من امراء بنو الاحمر وحاكم الجزيرة الخضراء، في 6 يوليو 1325، بقتل ابن عمه السلطان إسماعيل الأول. فخلفه ابنه محمد الرابع، ابن العاشرة .

## نبذه
بعد مقتل السلطان أبي الوليد بن الأحمر عام 727 للهجرة تولى حكم غرناطة السلطان محمد الرابع بن إسماعيل الأول وبعد تنصيبة للملك لم يدم له ذلك طويلاً بسبب الفتن بجنوب الأندلس وغرناطة وأستغل هذه الظروف ملك الأسبان فقام بغزو غرناطة واستنجد بعدها السلطان محمد الرابع ملك غرناطة بسلطان المغرب أبـي الحسـن لكنه كان مشغولاً بالحرب مع أخيه محمد. بالمغرب ومع ذلك جهز سلطان المغرب العساكر لقتال ملك الأسبان عام 733 للهجرة ولكن بعض وزراء غرناطة خافوا وأسترابوا من قدوم أبي الحسن للأندلس فقاموا بقتل السلطان محمد الرابع ملك غرناطة وتقديم أخاه أبو الحجاج يوسف الأول لحكم غرناطة فقـام بالأمـر ولكنه أخـذ بثـأر أخيـه السلطان المقتول فقتل من شارك بقتل أخيه وشرد بعضهم إلى تونس.

## الاستنجادبالمرينيين
كان محمد الرابع فارساً ماهراً، إلا أنه وقع تحت سطوة وزراء البلاط وربته جدته لأبيه، فاطمة بنت محمد الثاني الغرناطية، لحداثة سنه .
وفي 13 أغسطس 1325 بلغ ألفونسو الحادي عشر من قشتالة سن الرجال (14 عاماً)، وفي ربيع 1327 بدأ حملة ضد النصريين فهزمهم إنفانته ولي العهد دون خوان مانويل على ضفاف وادي الهورسه بالقرب من أنتقيرة، واستولى على البيرة. فاستنجد محمد الرابع بالمرينيين حكام المغرب .
لكن الوزير عثمان بن أبي العلاء لم يساند قائد قوات المرينيين .
أما الأسبان، فقد خشوا من تزايد قوة المرينيين في الأندلس، فقاموا بتشكيل حملة صليبية (1328) من نافارا، وبوهيميا، إنجلترا وفرنسا، إلا أن تلك القوى لم تستطع التنسيق فيما بينها في ربيع 1329 وأرادت أن تعمل بمفردها. وانسحب تاج قشتالة من منطقة القلعة. وبالرغم من فقدان الأسبان الدعم الخارجي، إلا أنهم تمكنوا من الاستيلاء على بعض الحصون الصغيرة مثل هاردالـِس، وكويڤاس، وبهيجة والطيبة، غرب أنتقيرة في 25 أغسطس 1330، تحت قلعة إسترلا، بالطيبة. وهاجم الحاكم المريني على رندة والجزيرة الخضراء ، وبلدة شريش ولكن القشتاليون صدوه، كما هاجم دون نجاح إلش، في الجزء الشرقي، حيث كان العون المريني مفيداً للغاية للغرناطيين، فتمكن المسلمون من استعادة جبل طارق، فوافق ألفونسو الحادي عشر على فوره على هدنة في أغسطس 1333، وذلك بعد شهر من عقد كتلونيا وأراغون، اللتان شاركتا في القتال على هدنة مماثلة .

## وفاته
في طريق عودة السلطان محمد الرابع من جبل طارق لقي مصرعه وهو في عمر الثامنة عشر ودفن في مالقة في 25 أغسطس 1333. ومثل أبيه إسماعيل الأول، فقد مات مقتولاً، بسبب وزراء ووجهاء غرناطة الرافضين لتحالفه مع سلاطين المغرب المرينيين، حيث دبروا قتله في طريق عودته من جبل طارق إلى غرناطة، فقتله أبو إبراهيم بن عثمان بن ثابت وأبو العلا، حيث تحجج قاتلوه بارتدائه ملابس تشبه المسيحيين وتوقيعه هدنة مع ملك قشتالة واحتفاله بالمولد النبوي، إلا أن السبب الأرجح هو أن الوجهاء والوزراء في غرناطة الواقعين تحت سطوة الملوك المسيحيين الأسبان تخلصوا منه للتخلص من التحالف مع المرينيين .
وقد خلفه أصغر أشقائه، أبو الحجاج يوسف الأول .